# Kombied
Kombied (komitet biedoty, ros. комбе́д, комитет бедноты) – organizacja biedoty wiejskiej w Rosji sowieckiej w 1918 r., zajmująca się walką przeciwko tzw. kułakom.